# From Paris With Love (album)
From Paris With Love – dwunasty album studyjny The Skatalites, jamajskiej grupy muzycznej wykonującej ska. 
Płyta została wydana 17 czerwca 2002 roku przez francuską wytwórnię Melodie Records. Jest to jedyny album studyjny zespołu po jego reaktywacji w roku 1986, na którym usłyszeć można Johnny'ego "Dizzy" Moore'a, pierwszego trębacza i współzałożyciela formacji. Produkcją nagrań zajął się Gilbert Castro.

## Lista utworów
1. "Garden Of Love"
2. "Glory To The Sound"
3. "From Russia With Love"
4. "Ska Fort Rock"
5. "When I Fall In Love" (feat. Doreen Shaffer)
6. "Freedom Sounds"
7. "Pata Pata (Skata Skata)"
8. "Lester's Mood"
9. "Golden Love" (feat. Doreen Shaffer)
10. "African Beat"
11. "River To The Bank"
12. "Thinking Of You" (feat. Doreen Shaffer)
13. "Guns Of Navarone"
14. "Rock Fort Rock"

## Muzycy

### The Skatalites
- Cedric "Im" Brooks - saksofon tenorowy
- Lester "Ska" Sterling - saksofon altowy
- Johnny "Dizzy" Moore - trąbka
- Lloyd Brevett - kontrabas
- Lloyd Knibb - perkusja
- Will Clark - puzon
- Devon James - gitara
- Ken Stewart - keyboard

### Gościnnie
- Doreen Shaffer - wokal